# Mariam Travélé
Mariam Travélé, née en 1920 à Bamako et morte le 14 avril 2014 dans la même ville, est une institutrice et femme politique malienne. Elle fut la première épouse et partagea les luttes du père de l’indépendance du Mali, Modibo Keita.

## Parcours scolaire et professionnel
D'origine malinké, Mariam est la fille de Moussa Bleni Travélé, interprète principal de première classe et auteur d’un dictionnaire Français-Bambara, et de Ajibiyé Mintieni, ménagère.
Elle fait ses études primaires à l’école de filles de Bamako de 1931 à 1935, puis reçoit de 1935 à 1939 une formation de monitrice d’enseignement au Foyer de Métisses de Bamako. Elle obtient peu après le grade d’institutrice sur concours.
Au mois de septembre de la même année, Mariam épouse Modibo Keita, lui-même alors instituteur à l’école rurale du fleuve. Aux côtés de son mari, Mariam Travélé sert dans les villes du Soudan français : Sikasso, Kabara, Tombouctou et Bamako.

## Vie politique
Mariam Travélé a mené ses luttes politiques aux côtés de son mari, notamment pendant la colonisation française du pays. Après le démantèlement de la sous-section du RDA implantée à Sikasso et l'arrestation de Modibo Keita par l'administration coloniale française, elle prend en main la section.
En 1962, elle préside la commission sociale des femmes, créée dans la même année avec l’appui du RDA.
Modibo Keita a plusieurs épouses, mais Mariam Travélé a le statut de Première dame, ce qui lui vaut de partager avec son mari des détracteurs communs. Après le coup d'État militaire du 19 novembre 1968 qui occasionne l’incarcération de Modibo Keita ; Mariam passe dix ans en détention dont huit ans et demi à la gendarmerie de Sikasso. Elle est remise en liberté le 1er janvier 1978, un an après la mort de son mari, empoisonné en 1977 pendant sa détention à Bamako. Elle n'est pas autorisée à assister à ses funérailles.
En 1991, au retour de la démocratie, elle est élue vice-présidente du parti US-RDA (depuis renommé UM-RDA).

## Distinctions honorifiques importantes
- Présidente d’honneur de la Croix rouge malienne[1]
- Médaille d’or de l’indépendance[6]